# Christopher Taylor (atleet)
Christopher Taylor (Spanish Town, 1 oktober 1999) is een Jamaicaanse sprinter.  Hij nam eenmaal deel aan de Olympische Spelen en behaalde hierbij geen medaille. 

## Biografie
Taylor won de 400 meter op de jeugd-WK van 2015 in Colombia. 
In 2021 nam Taylor deel aan de uitgestelde Olympische Spelen van 2020 in Tokio. Op de 400 m liep Taylor in een persoonlijke besttijd van 44,79 seconden naar de zesde plaats. Als tweede loper van het Jamaicaanse kwartet liep Taylor in de finale van de 4 x 400 meter met Demish Gaye, Jaheel Hyde en Nathon Allen naar een zesde plaats.

## Titels
- Wereldkampioen U18 400 m - 2015
- Jamaicaans kampioen 400 m - 2018

## Persoonlijke records
Outdoor
| Afstand | Prestatie | Datum           | Plaats   |
| ------- | --------- | --------------- | -------- |
| 100 m   | 10,11 s   | 30 juni 2018    | Kingston |
| 200 m   | 20,35 s   | 24 maart 2018   | Kingston |
| 300 m   | 32,29 s   | 12 maart 2022   | Ponce    |
| 400 m   | 44,79 s   | 5 augustus 2021 | Tokio    |

Indoor
| Afstand | Prestatie | Datum            | Plaats       |
| ------- | --------- | ---------------- | ------------ |
| 200 m   | 20,81 s   | 6 februari 2022  | New York     |
| 300 m   | 32,56 s   | 12 februari 2022 | Louisville   |
| 400 m   | 45,73 s   | 24 januari 2021  | Fayetteville |

## Palmares

### 400 m
- 2022: DNF in ½ fin. WK Indoor
- 2021: 6e OS - 44,79 s

### 4 x 400 m
- 2021: 6e OS - 2.58,76